# Feliniopsis discisignata
Feliniopsis discisignata là một loài bướm đêm trong họ Noctuidae.